# شهرک موآپا (نوادا)
شهرک موآپا، نوادا (به انگلیسی: Moapa, Nevada) یک سکونتگاه مسکونی در ایالات متحده آمریکا است که در نوادا واقع شده‌است.

## خصوصیات
شهرک موآپا ۳۹۰٫۵ کیلومترمربع مساحت و ۱٬۰۲۵ نفر جمعیت دارد و ۴۹۱ متر بالاتر از سطح دریا واقع شده‌است.